# Roland SH-101
 (juillet 2012).
Si vous disposez d'ouvrages ou d'articles de référence ou si vous connaissez des sites web de qualité traitant du thème abordé ici, merci de compléter l'article en donnant les références utiles à sa vérifiabilité et en les liant à la section « Notes et références ».

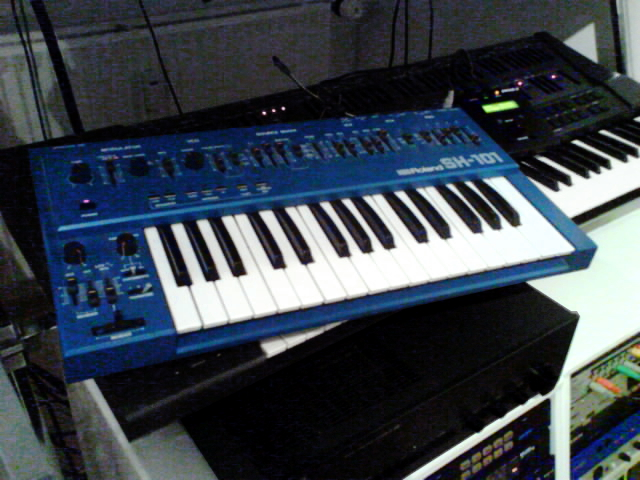
Roland SH-101 en version bleue.

Le Roland SH-101 est un synthétiseur analogique monophonique commercialisé par la société Roland en 1983.

## Origines
Dernier modèle de la série SH, le SH-101 est une version économique du SH-09 de 1980 dont il reprend l'architecture, un seul oscillateur (un VCO Curtis CEM 3340) avec plusieurs formes d'ondes simultanées, un filtre passe-bas résonnant et une enveloppe. Construit sur une coque en plastique, le SH-101 est équipé d'un clavier simple de 32 touches, d'un arpégiateur et d'un petit séquenceur (100 notes). Il n'existe aucune sauvegarde des sons. L'alimentation pouvait se faire par piles.
Il était possible de l'équiper d'une poignée latérale (MGS-1) qui offrait plus de possibilités de modulation et le transformait en keytar (guitare clavier).
Disponible en plusieurs couleurs (bleu, rouge, et surtout gris) le SH-101 était destiné au marché amateur et aux débutants.
Le MC-202 également sortie la même année est un séquenceur équipé d'un générateur de son proche du SH-101 mais qui diffère sur quelques points de celui-ci.

## Retour en force
Le SH-101 connaît un retour en grâce dans les années 1990 avec la vague des musiques trance et profite de sa similarité sonore avec la fameuse TB-303. Sa cote d'occasion a augmenté depuis.
De nombreuses modifications sont possibles, notamment l'ajout d'une entrée sur le filtre.
Le SH-101 n'a pas eu de successeur. Le SH-201, sorti en 2006, suggère une évolution du SH-101 : c'est un synthétiseur à modélisation analogique mais qui a peu de similitudes avec le SH-101, l'électronique et les capacités ayant beaucoup évolué.

## Caractéristiques
- Polyphonie : 1
- Oscillateur : 1 VCO avec PWM, carré, sub-oscillateur, dents de scie
- Multitimbralité : 1
- VCF : 1 filtre passe-bas résonnant 24 dB/octave, modulable par le VCA, le LFO, le suivi de clavier et/ou le levier.
- VCA : avec enveloppe ADSR, déclenché par une impulsion ou le LFO
- LFO : 1 (triangle, carré, random, bruit)
- Générateur de bruit : 1 (blanc)
- Clavier : 32 notes
- Contrôle « main gauche » : bender assignable à la fréquence du filtre et/ou la hauteur du VCO
- Grippe optionnel
- Contrôles externes : CV/Gate (pas de MIDI)
- Séquenceur : 100 pas
- Arpégiateur : up, down, up/down
- Quantité produite : 50 000 exemplaires

## Quelques utilisateurs du SH-101
- Simon Posford
- Arnaud Rebotini
- General Elektriks
- Orbital
- Future Sound of London
- The Prodigy
- 808 State
- GusGus
- Apollo 440
- Luke Vibert
- Josh Wink
- Aphex Twin
- Astral Projection
- Les Rythmes Digitales
- Squarepusher
- The Chemical Brothers
- Kaiser Chiefs
- Ghinzu
- David Guetta
- Gold
- Para one
- The Hacker
- Boards of Canada
- Ceephax Acid Crew